# Chlorella
Chlorella is een geslacht van eencellige groene algen, die tot de stam van de groenwieren behoort. Chlorella is een zoetwateralge en heeft een ronde vorm met een diameter van 2-10 micrometer. Ze groeit in grote hoeveelheden in Zuidoost-Azië en geeft rivieren en meren daar een groene kleur.
De naam chlorella is afkomstig van het Griekse 'chloros', dat 'groen' betekent, en het Latijnse achtervoegsel 'ella', dat 'klein' betekent. De Duitse Nobelprijswinnaar Otto Heinrich Warburg bestudeerde de fotosynthese in chlorella. In 1961 ontving Melvin Calvin van de Universiteit van Californië - Berkeley de Nobelprijs voor de Scheikunde voor zijn onderzoek naar de biochemische reactiepaden van het vastleggen van kooldioxide (koolstofassimilatie) in planten, waarbij hij chlorella gebruikte.
Na de Tweede Wereldoorlog leidden de angst voor een bevolkingsexplosie en de realiteit van voedselschaarste ertoe dat chlorella in de wetenschappelijke belangstelling kwam in de hoop dat het gebruikt kon worden als goedkope manier om voedsel te produceren voor de wereldbevolking, maar dat bleek niet haalbaar. Later bestudeerde NASA de chlorella-alge als manier om op ruimtestations hoogwaardig voedsel te produceren.

## Geschiedenis
Chlorella bestaat al circa 2 miljard jaar en werd in 1890 ontdekt door de Nederlandse microbioloog Beijerinck.
In de late jaren veertig van de twintigste eeuw en het begin van de jaren vijftig ontstond angst voor een oncontroleerbare bevolkingsexplosie. Volgens een FAO-rapport uit 1946 zou de wereldproductie van voedsel in 1960 25 tot 35 procent hoger moeten liggen dan in 1937 om in de pas te blijven lopen met de bevolkingsgroei. Wanneer ook met gezondheidswinst gerekend zou worden, zou een stijging van 90 tot 100% nodig zijn. Omdat vlees kostbaar was en er relatief veel energie nodig is om het te produceren, waren proteïnentekorten ook een kwestie. Het vergroten van het productieoppervlak kon maar een deel van de oplossing bieden. Het Ministerie van Landbouw in de Verenigde Staten berekende in die tijd dat, om in 1975 voldoende voedsel te hebben voor de bevolking van de VS, er 800.000 vierkante kilometer landbouwareaal nodig was, terwijl er maar 50.000 beschikbaar was. De hoop was gericht op nieuwe landbouwtechnieken en -technologie.
In die tijd werd chlorella gezien als een nieuwe en veelbelovende voedselbron en een mogelijke oplossing voor de wereldvoedselcrisis. Veel mensen dachten dat honger een overweldigend probleem zou worden en zagen chlorella als een manier om deze crisis te bezweren door grote hoeveelheden voedsel van hoge kwaliteit te kunnen verschaffen voor een relatief lage prijs.
Veel onderzoeksinstituten begonnen de alge te onderzoeken, waaronder het Carnegie instituut, de Rockefeller Foundation, de National Institutes of Health, de Universiteit van Californië - Berkeley, de Atomic Energy Commission en de Stanford-universiteit. Onderzoek door het Stanford Research Institute toonde aan dat chlorella (wanneer gekweekt in ondiep water in warme, zonnige omstandigheden) twintig procent van de zonne-energie kon omzetten in een plant die, wanneer gedroogd, circa 50% eiwit bevat en daarnaast vet, vitaminen en mineralen evenals diverse andere nutriënten. De enorme fotosynthetische capaciteit van de plant zorgt er dus voor dat de plant meer eiwit kan produceren per oppervlak dan welke andere plant dan ook. Een wetenschapper voorspelde in die tijd dat 10.000 ton proteïnen per jaar kon worden geproduceerd op een chlorellaboerderij van 4 vierkante kilometer met ongeveer 20 man personeel.
Het proefonderzoek, op Stanford uitgevoerd, leidde tot enorme publiciteit. De reacties uit de wetenschappelijke pers waren positief over het veronderstelde supervoedsel. Chlorella leek een waardevolle optie vanwege de technologische voordelen voor de landbouw en de wijdverspreide erkenning die het kreeg door experts en wetenschappers. Algenonderzoekers dachten zelfs op termijn geneutraliseerd chlorellapoeder aan voedingsmiddelen te kunnen toevoegen als manier om voedsel met vitaminen en mineralen te verrijken. Technologieoptimisten zagen een belangrijke plaats voor chlorella in de industrialisatie van de voedselproductie, waarbij chlorella gekweekt werd in voedselfabrieken. Maar in de decennia die volgden bleek de alge toch zeker niet zo grootschalig te worden gekweekt voor de voedselproductie.

## Productieproblemen
Wetenschappers ontdekten dat het in het veld veel moeilijker bleek chlorella te produceren dan eerst gedacht naar aanleiding van laboratoriumstudies. In de praktijk moeten de algen onder kunstlicht of in de schaduw geplaatst worden voor maximaal efficiënte fotosynthese. Ook moet daarvoor het kweekwater van extra koolstofdioxide worden voorzien, wat de productiekosten opdrijft. Een gespecialiseerd en duur proces is nodig om het te oogsten. Om bruikbaar voedsel op te leveren moeten de celwanden van chlorella verpulverd worden.
Ofschoon chlorellaproductie er veelbelovend uitzag en met creatieve technologie gepaard gaat, wordt het niet op de schaal gekweekt die voorspeld was. Het wordt niet verkocht op de schaal van spirulina, soja of graan. Het blijft duur en chlorella wordt voornamelijk verkocht als gezondheidsvoedsel, voor cosmetica en als veevoer. Na tien jaar experimenteren toonden studies dat bij blootstelling aan zonlicht chlorella maar 2,5% van de zonne-energie omzetten, nauwelijks beter dan traditionele gewassen. Ook vonden wetenschappers dat mens en dier chlorella niet in zijn natuurlijke staat kunnen verteren, wegens de taaie celwanden die de voedzame bestanddelen omhullen.

## Gebruik
Veel mensen geloven dat chlorella als voedsel en energiebron dienst kan doen, omdat de fotosynthetische effectiviteit in theorie 8% kan bereiken, vergelijkbaar met andere hoogefficiënte gewassen zoals suikerriet. Chlorella is rijk aan chlorofyl, het bevat meer chlorofyl dan enige andere plant ter wereld.
Het is ook een aantrekkelijke voedselbron, omdat het een hoog gehalte aan proteïne bevat en andere essentiële voedingsstoffen zoals voedingsvezels, vitaminen en mineralen. Gedroogd bevat chlorella ongeveer 55-67% proteïne, 1-4% chlorofyl, 9-18% voedingsvezels en een hoeveelheid mineralen en vitaminen. De bekendste massaproductiemethode is kweek in grote kunstmatige vijvers. Ook zijn er gesloten systemen waarbij invloeden van buiten af worden geminimaliseerd. Voordat chlorella als voedingssupplement gebruikt kan worden moet het verzameld worden, tot een pasta gedroogd worden, vervolgens verkruimeld tot een fijn groen poeder dat daarna in tabletten of capsules verwerkt kan worden.
Chlorella staat bekend om zijn hoge productiviteit: ze levert zo'n twintig tot dertig ton droge stof per hectare. Daarmee is de opbrengst hoger dan van welk landbouwgewas ook.
Chlorella bevat ook veel vitaminen, spoorelementen en omega 3-vetzuren. Het wordt dan ook veel gebruikt als voedingssupplement, met name in Aziatische landen als Japan, Taiwan en Korea.
Chlorella bevat zo'n 40% olie en deze kan verwerkt worden voor de productie van biobrandstof uit algen.
Er zijn verschillende therapeutische effecten van chlorella gevonden, niet alleen in dierstudies maar ook in onderzoek bij mensen. Zo worden chlorellabevattende voedingssupplementen veel gebruikt in de veronderstelling dat deze een immuunversterkend effect hebben. In wetenschappelijk onderzoek blijkt chlorella inderdaad immuunstimulerende effecten te hebben. Ook vergroot chlorella de concentratie van secretoir immunoglobuline A (sIgA) in moedermelk. SIgA speelt een cruciale rol in het mucosaal immuunsysteem en is de eerste verdediging van het menselijk lichaam tegen pathogene microbiële invasie. Vermindering van de hoeveelheid sIgA wordt in verband gebracht met een verhoogd risico op infecties.
Ook heeft chlorella een rol in detoxificatie van zware metalen (met name cadmium) en dioxine.